# Vintar
Vintar is a 3rd class and largest đô thị (in terms of area) in the tỉnh Ilocos Norte, Philippines. Theo điều tra dân số năm 2007, đô thị này có dân số 29.405 người trong 6.282 hộ.

## Các đơn vị hành chính
Vintar được chia ra 34 barangay.
| - Abkir - Alsem - Bago - Bulbulala - Cabangaran - Cabayo - Cabisocolan - Canaam - Columbia - Dagupan - Diaton | - Dipilat - Esperanza - Ester - Isic Isic - Lubnac - Mabanbanag - Alejo Malasig - Manarang - Margaay - Namoroc - Malampa (Peninaan-Malampa) | - Parparoroc - Parut - Salsalamagui (East) - Salsalamagui (West) - San Jose (Lipay) - San Nicolas - San Pedro - San Ramon - San Roque - Santa Maria - Santo Tomas (Saricao) - Tamdagan - Visaya |